# 池田恆興
池田恒興（1536年—1584年5月18日）是日本戰國時代至安土桃山時代武將。父親是池田恆利。母親養德院是織田信長的乳母。尾張犬山城城主、攝津兵庫城城主、美濃大垣城城主。
清洲会議中的四宿老之一。有軍記物記載名字為信輝，但是沒有可信性高的同時代史料支持。

## 生平
出身地有尾張、美濃、攝津、近江等諸多説法。
父親恆利很早就過世，母親則成為織田信長的乳母，後來又成為織田信秀的側室，因此恆興跟信長自幼一起長大，日後成為信長非常信賴的家臣。年幼時就以小姓身份仕於織田家，參與桶狹間之戰、攻略美濃等戰鬥。在元龜元年（1570年）的姉川之戰中非常活躍，因為立下戰功而被賜予犬山城1萬貫。以後亦參與火攻比叡山、長島一向一揆、長篠之戰等戰鬥，在天正8年（1580年）擊破在攝津花隈城籠城的荒木村重後，拜領村重原本的領地（花隈城之戰）。
天正10年（1582年），甲州征伐後武田氏滅亡，秘密匿藏並保護武田勝賴的三男勝親。同年，信長在本能寺之變中被家臣明智光秀殺死，於是與自中國返回的羽柴秀吉會師，於山崎之戰中擔任右翼先鋒並擊破光秀，被列為織田家的宿老。
在清洲會議中與柴田勝家等人對抗，與秀吉、丹羽長秀一同擁立信長的嫡孫三法師（織田秀信），在領地再分配後領有攝津的內大坂、尼崎、兵庫12萬石。參與翌年（1583年）的賤岳之戰，拜領美濃13萬石並成為大垣城城主。

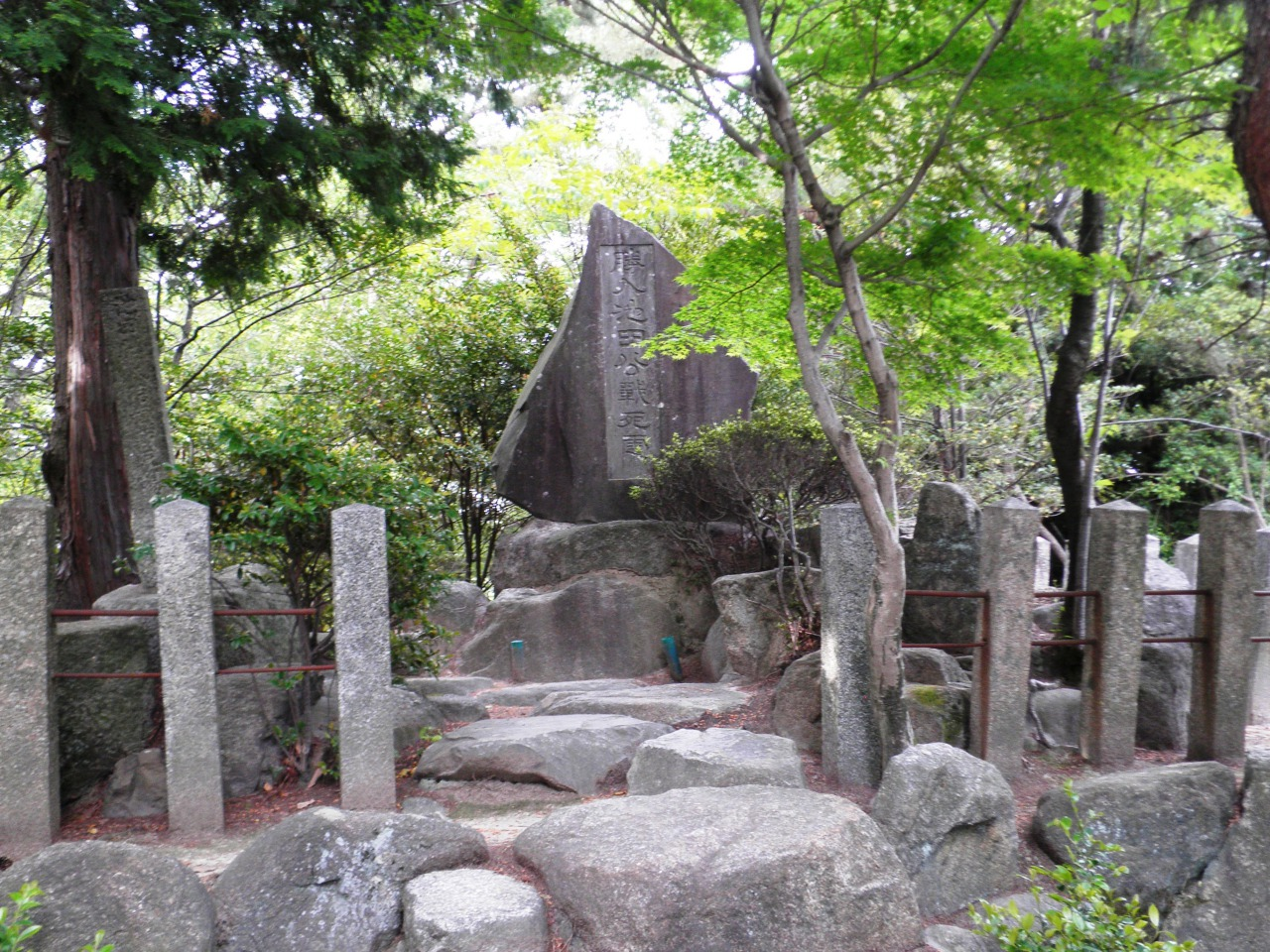
池田恒興戰死之地‧勝入塚（愛知縣長久手市）

在天正12年（1584年）爆發的小牧長久手之戰中代表秀吉方參戰。在前哨戰中攻略犬山城後，於途中進入上條城，與三好信吉、女婿森長可、堀秀政一同往三河方向攻擊，但是在合戰的前半段時，鞍被銃彈打中而落馬受傷，但還是撐著受傷的身體繼續行軍，在長久手與森長可和自己的長男池田元助一同戰死，享年49歲。因為與嫡男元助一同被討死，於是池田家的家督由次男輝政繼承。

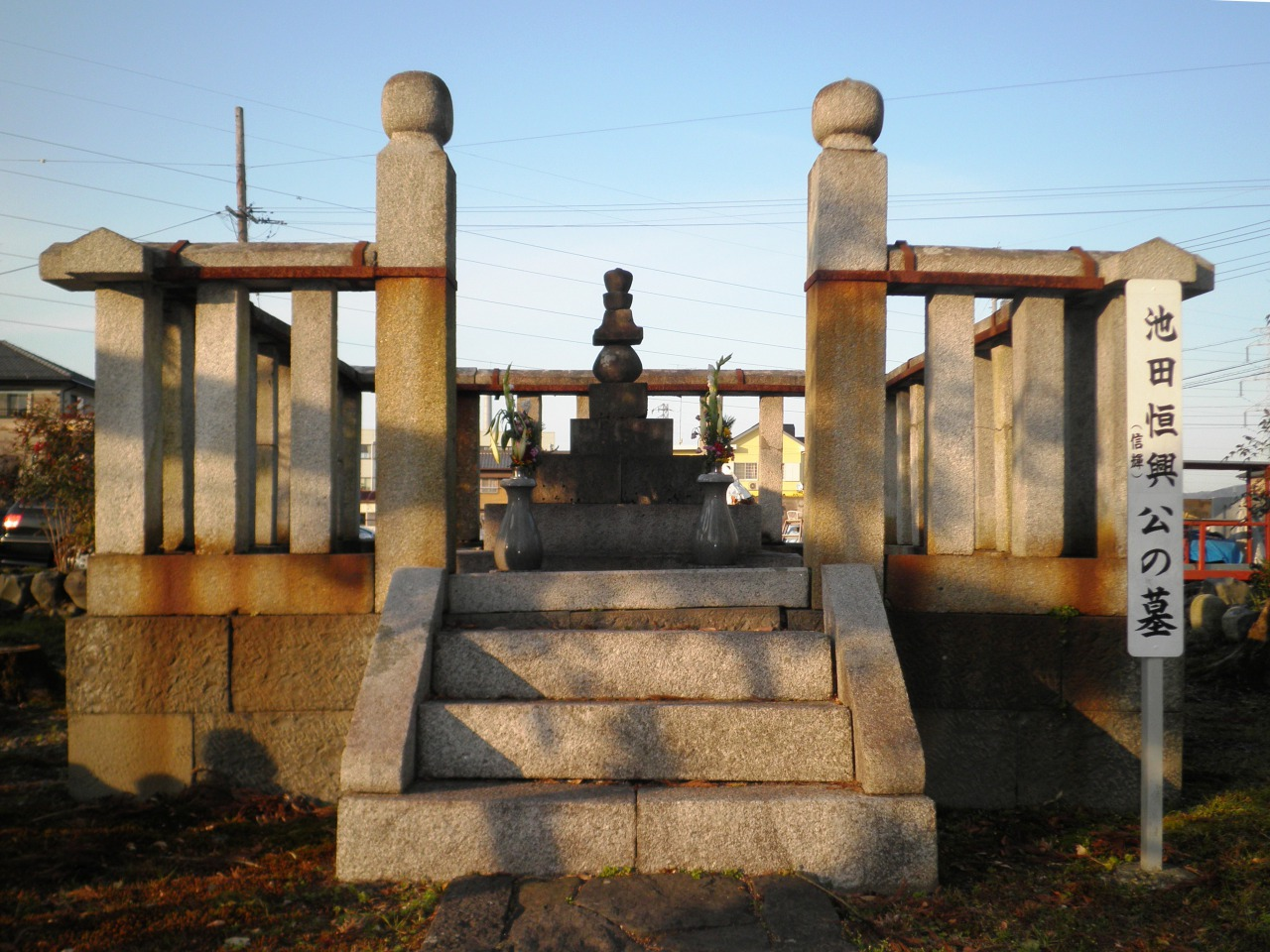
池田恒興之墓（岐阜縣揖斐郡池田町本鄉）

遺體一時間被葬在遠江新居，後來改葬至京都妙心寺的護國院。

## 登場作品
影視劇
- THE LEGEND & BUTTERFLY（2023年、東映、演：高橋努）
- 怎麼辦家康（2023年、NHK大河劇、演：德重聰（日语：徳重聡））